# La mula herrada
La mula herrada es un relato fantástico de la tradición oral hondureña, ocurrido durante la colonización española.

## Hechos
En tiempos de la colonia y dominación española, no se sabe en que lugar de la Provincia de Honduras con exactitud, la fecha ni el año; vivía en una casita una joven muchacha de singular sencillez y agraciada belleza, junto a su padre un campesino moreno del trabajo de sol a sol, y su madre que se dedicaba a los quehaceres domésticos; aquella joven era la envidia de las demás por sus atributos físicos de los que cualquier hombre se enamoraba al verla, pero la suerte fue de un aristócrata español, hijo de un adelantado que fundó su hacienda en estas tierras de la Nueva España.
Después de un tiempo el joven y apuesto español se casara con aquella muchacha, llevándosela a su hacienda, mas no fue en vano que la vida de ella cambiara de tal forma que su vanidad y orgullo crecieron en abundancia de acuerdo a su nueva posición social, frente a su humilde origen, de tal forma que desprecio a sus progenitores y les prohibió el llegar a visitarla a su nuevo como lujoso hogar. 
Un día la madre de esta, enferma y achacada por la vejez pasaba cercano a allí, venía del pueblo de vender sus hortalizas, era muy tarde y se avecinaba una tormenta, no tuvo más remedio que ir al portal de aquella hacienda a solicitarle a su hija que le diera posada, una de las sirvientas le aviso a la muchacha y ésta sin querer ver a su madre, ordenó a la sirvienta de que la llevase no a una habitación de las tantas vacías que existían en su casa, sino a la caballeriza y que en el sitio desocupado de algún semoviente, la preparasen. 
Aquella señora no mencionó nada, se encaminó detrás de la sirvienta y se aprestó a dormir sobre aquel frío suelo del corral, colocando su cesta cercano a ella; la noche llegó y la tormenta apresto con furia, los vientos soplaban inmisericordes, grandes estruendos y rayos alumbraban el cielo, asustando a una mula chúcara que estaba suelta en el corral, se dispuso a patear con sus pezuñas contra la señora ya dormida en el suelo. 
A la mañana siguiente uno de los mayordomos llegó asustado a buscar a su patrona, la joven muchacha para contarle la dantesca escena que había descubierto, la muchacha fue en carrera a la caballeriza, presenció el horrendo espectáculo del cual su madre había sido víctima, de presto su conciencia tuvo un súbito despertar y echó a llorar desconsoladamente, todo aquello le ocasionó un trauma y falleció instantáneamente, sin haber tenido tiempo de arrepentirse de sus pecados y de tal injusto actuar con su propia madre. Como castigo a tal maldad, cuando había pasado tres días de su entierro, por la noche de luna llena despertó de su ataúd, resucitando en una forma hechizada, en una mula negra y herrada, mitad mujer mitad animal.
Este ente se aparece a medianoche, cabalgando y rascando con sus cascos las aceras y piedras frente a las casas de personas de quien especialmente viven en pecado grave, con el fin de que cambien su actuar acorde a su comportamiento.

## Variaciones
- La Mula herrada, también es una leyenda de la tradición oral mexicana, situada en la ciudad de México, con algunas variaciones, la muchacha es una sirvienta de una iglesia de nombre María, novia de un herrero y el malhechor es un fraile, con el cual la joven tiene relaciones sexuales, al darse cuenta el novio de tales fornicaciones, reclamó al sacerdote y dejó en manos de Dios el castigo; con remordimientos, el cura se suicidó, por su parte, María moriría tiempo después y ambos fueron sentenciados por el creador universal a vagar en las medianoches lluviosas por las calles, transformado el fraile en espanto y María convertida en mula.
- La Mula herrada, de igual forma es una leyenda de Colombia, en la que un hombre borracho y su mula constantemente iban a un bar donde el hombre hacia muchas apuestas. Un día perdió todo su dinero, debido a lo cual no pudo comprar comida y prontamente murió. La mula aguanto un poco más y aun sin su dueño, seguía yendo al  bar donde solía esperarlo hasta el amanecer, pero poco después la mula también murió. El espíritu de la mula no se sentía bien para pasar al más allá por no haber vuelto a ver a su amo, de esta manera la mula vaga por las calles del viejo pueblo en busca de su amo.[2]